# Cuộc nổi dậy của JVP ở Sri Lanka (1971)
Cuộc nổi dậy của lực lượng JVP (Janatha Vimukthi Peramuna - Tiếng Sinhala: ජනතා විමුක්ති පෙරමුණ; Tiếng Tamil: மக்கள் விடுதலை முன்னணி; Tiếng Việt: Mặt trận Giải phóng nhân dân) ở Sri Lanka năm 1971 là cuộc khởi nghĩa vũ trang Cộng sản không thành công đầu tiên được thực hiện bởi Đảng Janatha Vimukthi Peramuna là một Đảng theo Chủ nghĩa Marx-Lenin hoạt động trong lòng Sri Lanka  chống lại Chính phủ Ceylon (tên gọi trước đây của Sri Lanka). Cuộc nổi dậy Cộng sản này đã bị Chính phủ lập tức đàn áp.
Cuộc nổi dậy bắt đầu vào ngày 05 Tháng Tư năm 1971 và kéo dài cho đến tháng 6 năm 1971. Các phần tử nổi dậy đã chiếm giữ và kiểm soát một số thị trấn và các khu vực nông thôn trong vài tuần cho đến khi họ bị đánh bại bởi các lực lượng vũ trang của chính phủ